# Historia Malty pod wpływem Fenicjan i Kartaginy
Malta w IX w. p.n.e. została skolonizowana przez Fenicjan, co zakończyło okres prahistorii w dziejach Malty. Nowi mieszkańcy zakończyli czasy izolacji wyspy i nawiązali szerokie kontakty handlowe z sąsiednimi ludami. Także w VIII w. Grecy osiedlili się w miejscu dzisiejszej Mdiny i żyli w pokoju z Fenicjanami.
W 480 p.n.e. Malta przeszła pod panowanie Kartagińczyków, którzy pozostali tam przez dwa kolejne wieki. Wskutek wojen punickich przeszła w 218 p.n.e. w ręce Rzymian.

## Pod rządami Fenicjan
Fenicjanie zbudowali mury obronne wokół ważnych osad, lecz do dzisiejszych czasów pozostało ich niewiele. Około roku 700 p.n.e. Fenicjanie, na jednym z najwyższych punktów na wyspie, daleko od morza, założyli i ufortyfikowali miasto Maleth, obecnie Mdina (później miasto zostało zdobyte przez Rzymian i przemianowane na Melite). Ważne fortyfikacje powstały również w mieście Cittadella na Gozo, zbudowano również kilka wież i strażnic obserwacyjnych na wybrzeżu maltańskich wysp.
Historycy uważają, że uprawa winorośli i tłoczenie wina zostało zapoczątkowane przez Fenicjan około VIII w. p.n.e.
Niewykluczone, że wyspy maltańskie były integralną częścią fenickiej sieci handlowej. Taką teorię snuje wielu uczonych w reakcji na odkrycie w 2014 r. wraku fenickiego statku w pobliżu wyspy Gozo, załadowanego amforami i kamieniami szlifierskimi. Fenicjanie mieszkali głównie na terenie obecnego Libanu i byli znani jako kupcy, którzy często podróżowali przez Morze Śródziemne.

## Pod rządami Kartaginy
Kartagińczycy rządzili Maltą od 480 p.n.e., ich rządy trwały przez ponad dwa i pół wieku. W tym czasie mieszkańcy uprawiali głównie oliwki,  chleb świętojański, a także produkowali niektóre tekstylia.
W czasie I wojny punickiej w 257 roku p.n.e. wyspy maltańskie doświadczyły niszczycielskiego najazdu armii rzymskiej pod dowództwem Gajusza Atiliusza Regulusa Serranusa, ostatecznie Malta ciągle pozostawała pod wpływami Kartaginy.
Podczas II wojny punickiej rzymska flota pod dowództwem konsula Tyberiusza Semproniusza Longusa pokonała kartagiński garnizon dowodzony przez Hamilcara syna Gisco przyłączając ostatecznie Maltę do republiki rzymskiej.